# El retablo de Agrellano
El retablo de Agrellano es una obra de teatro en cuatro actos y en verso, escrita por Eduardo Marquina y estrenada en 1913.

## Argumento
Bajo el reinado de Carlos I. La hermosa mendiga Cordalia es violada por el señor don José Caballero, quien además la agrede en el pecho con un puñal. De ese modo, Cordalia se ve incapaz de alimentar a su pequeña hija. Por consejo de Saitera, Cordalia invoca a los infiernos para lograr la salvación de la niña, vendiendo para ello su alma al diablo. El día de la boda de la hija, Cordalia fallece, llorando por el perdón de Dios, que la libera de su vínculo con Satanás. 

## Estreno
- Teatro Campoamor de Oviedo. 30 de septiembre de 1913.
  - Intérpretes: María Guerrero (Cordalia), Fernando Díaz de Mendoza, María Fernanda Ladrón de Guevara, Carmen Ruiz Moragas, Carmen Jiménez, Elena Salvador, Ernesto Vilches, Mariano Díaz de Mendoza.